# Robert Glass
Robert Glass (Barre, 4 de dezembro de 1939 — Los Angeles, 21 de julho de 1993) foi um sonoplasta estadunidense. Venceu o Oscar de melhor mixagem de som na edição de 1983 por E.T. the Extra-Terrestrial, ao lado de Robert Knudson, Gene Cantamessa e Don Digirolamo.